# Listă de muzicieni reggae
Aceasta este of listă de muzicieni reggae. Articolul include artiști care fie sunt importanți pentru gen, fie au avut parte de o expunere importantă la public. Trupele sunt sortate după prima literă din nume, neluând în considerare cuvintele precum articolele hotărâte („The” în engleză), iar persoanele sunt sortate după numele de familie.

## A
- Abyssinians (The)
- Adams, Glen
- African Brothers
- Aggrovators (The)
- Aitken, Bobby
- Aitken, Laurel
- Alcapone, Dennis
- Alexander, Monty
- Alphonso, Roland
- Alborosie
- Almamegretta
- Alpha Blondy
- Althea & Donna
- Andy, Bob
- Andy, Horace
- Anthony B
- Antidoping
- Apache Indian
- Ash Gowan
- Ashanti Waugh
- Aswad

## B
- Baba Brooks
- Baby Cham
- Backyard Dog
- Banton, Pato
- Banton, Buju
- Burro Banton
- Barker, Dave
- Beat (The)
- Beatsquad
- Beckford, Keeling
- Beckford, Stanley
- Beckford, Theophilius
- Beenie Man
- Bennett, Jo Jo
- Bigga Haitian
- Big Joe
- Big Mountain
- Big Youth
- Black Harmony
- Black Slate
- Blackstones
- Black Uhuru
- Blue Busters
- Bobo Desert
- Bolo, Yami
- Boomazz
- Boothe, Ken
- Boswell, George
- Bounty Killer
- Bovell, Dennis aka Blackbeard
- Brentford All Stars
- Broggs, Peter
- Brooks, Cedric "Im"
- Brooks, Mike
- Brown, Barry
- Brown, Dennis
- Brown, Ras Sam
- Bunny General
- Bunny Lion
- Burning Spear
- Bushman
- Byles, Junior

## C
- Cables (The)
- Campbell, Al
- Campbell, Cornell
- Capleton
- Carlos, Don
- Carlton & The Shoes
- Chalice
- Chantells (The)
- Chaplin, Charlie
- Charmers, Lloyd
- John Chibadura
- Christafari
- Cimarons (The)
- Cipes and The People
- Clarendonians (The)
- Clarke, Augustus "Gussie"
- Clarke, Johnny
- The Clash
- Cliff, Jimmy
- Clint Eastwood
- Cocoa T
- Collins, Ansell
- Congos (The)
- Count Ossie
- Count Owen
- Crystalites (The)
- Culcha Candela
- Culture
- Cultural Roots
- Cutty Ranks

## D
- Peddy, D
- Dandy aka Brother Dan Allstars
- Dandy (Livingstone)
- Davis, Carlene
- Davis, Anthony "Sangie"
- Daara J
- Daddy Freddy
- Daddy Yod
- Damian "Junior Gong" Marley
- David Jahson
- Tonton David
- Degree (reggae)
- Chaka Demus & Pliers
- Demus, Junior
- Delgado, Junior
- Dekker, Desmond
- D-Flame
- Dill Brothers
- Dillinger
- Dillon, Phyllis
- Dobson, Dobbie
- Dr Alimantado
- The Drastics
- Donaldson, Eric
- Dodd, Coxsone
- Don Juan
- Don Ugly
- Don Yute
- Dr Ring-Ding & the Senior All-Stars
- Drummond, Don
- Dub FX
- Dub Judah
- Dunkley, Errol

## E
- Earl Sixteen
- Easy Star All*Stars
- Eccles, Clancy
- Edwards, Jackie
- Edwards, Rupie
- Eek a Mouse
- Elephant Man
- El General
- Ellis, Alton
- Ellis, Hortense
- Errol Scorcher
- Ethiopians (The)

## F
- Fashek, Majek
- Francis, Winston
- Fraser, Dean
- Fred Locks
- Ford, Brinsley
- Frisco Kid
- Jeremyah "Gorak" Fasi

## G
- Gad, Pablo
- Ganglords
- Ganjaman & Junior Randy
- Gardiner, Boris
- Gaylads (The)
- General Grant
- General Levy
- Gentleman
- Gladiators (The)
- Gordon, Vin
- Grant, Eddy
- Grant, Ricky
- Gray, Owen
- Gregory, Steve
- Winston Grennan
- Griffiths, Marcia
- Groundation
- Gyptian

## H
- Haji Mike
- Half Pint
- Hammond, Beres
- Harriott, Derrick
- Heptones (The)
- Hibbert, Lennie
- Higgs, Joe
- High Times Band (The)
- Hinds, Justin
- Hippy Boys (The)
- Holt, John
- Honorebel
- Hudson, Keith
- Hunt, Clive

## I
- Ijahman Levi
- In-Crowd (The)
- Inner Circle
- I-Roy
- I-Threes
- Intacapanna Sound System
- Irons, Devon
- Issacs, Gregory
- Israel Vibration
- italisra
- Itals (The)
- Iyashanti

## J
- Jack Radics
- Jackson, Carlton
- Jah Cure
- Jah Free
- Jah Lloyd
- Jah Olela
- Jah Ruby
- Jahson Ites
- Jah Shaka
- Jah Stitch
- Jah Thomas
- Jah Woosh
- Jah Warrior
- Jah-zz
- Jamaica Papa Curvin
- Jarrett, Wayne
- Jarrett, Winston
- Jayzik
- J.J. Sparks
- John Brown's Body (band)
- Jolly Brothers (The)
- Judge Dread
- Junior C
- Junior Delgado
- Junior Kilat
- Junior Murvin
- Junior Reid

## K
- Katchafire
- Kaliroots
- Kalle Baah
- Kamoze, Ini
- Keith & Tex
- Kelly, Junior
- Kelly, Pat
- Kemar Thompson (aka Noncowa, aka Jr. Pinchers)
- Khari Kill
- Kiddus I
- King, Diana
- Kingstonians (The)
- King David
- King Jammy
- King Sounds
- King Stitt
- King Tubby
- Knowledge
- Kulcha Don

## L
- La Diva
- Lara, Jennifer
- Lee, Byron
- Lee Milo
- The LeperKhanz
- Levy, Barrington
- Lewis, Hopeton
- Lexxus (Mr Lexx)
- Levi Roots
- LKJ
- Lindo, Willie
- Lion Zion
- Lisa M
- Little Dread
- Little Lenny
- Little Roy
- London Jimmy
- Lone Ranger
- Lord Creator
- Lt. Stitchie
- Luciano
- Lucky Dube

## M
- Macka B
- Mad Cobra
- Mad Lion
- Mad Professor
- Malcolm, Carlos
- Mantadors (The)
- Marabiles, Budoy
- Marcony
- Marley,Bob
- Marley, Damian
- Marley, Julian
- Marley, Ky-Mani
- Marley, Rita
- Marley, Stephen
- Marley, Ziggy
- Marshall, Larry
- Marshall, Wayne
- Marvin, Junior
- Massilia Sound System
- Massive Dread
- Matisyahu
- Matumbi
- Mavado
- Max-A-Million
- Maxi Priest
- Maytals (The)
- McCook, Tommy
- McGregor, Freddie
- MC Navigator
- Me & You
- Meditations (The)
- Melodians (The)
- Peter Metro
- Mey Vidal
- Michigan & Smiley
- Mikey Dread
- Midnite
- Mighty Diamonds (The)
- Mighty Threes (The)
- Mikey General
- Militant Irie
- Militant Barry
- Miller, Jacob
- Millie
- Mills, Rudy
- Minott, Sugar
- Misty in Roots
- Mittoo, Jackie
- Morgan, Derrick
- Morgan Heritage
- Morwells (The)
- Moses, Pablo
- Mowatt, Judy
- Mr. Vegas
- Murvin, Junior
- Mudie Allstars (The)
- Mundell, Hugh
- Mutabaruka
- Myton, Cedric

## N
- Nando Boom
- Nardo Ranks
- Nanko
- Natiruts
- Natty King
- Natural Black
- Nèg'Marrons
- Nicodemus
- Nigger Kojak
- Ninjaman
- Bradley Nowell (Frontman for Sublime)

## O
- ...of a revolution (O.A.R.)
- ObeyJah
- Okusuns, Sonny
- Onuora, Oku
- Opel, Jackie
- Osbourne, Johnny

## P
- Pablo, Augustus
- Pacha Man
- Papa Biggy
- Papa Dee
- Papa San
- Paragons (The)
- Parker, Ken
- Parks, Lloyd
- Paul, Frankie
- Paul, Sean
- Penn, Dawn
- Peddy, D
- Perry, Lee "Scratch"
- Peter Metro & Dominic
- Peter Tosh
- Pierpoljak
- Pinchers
- Pioneers (The)
- Planet Ganja 3
- Pliers
- Ponto de Eqüilíbrio
- Prince Allah
- Prince Brothers
- Prince Buster
- Prince Far I
- Prince Francis
- Prince Hammer
- Prince Jazzbo
- Prince Lincoln
- Prince Mohammed
- Princesse Erika
- Prophet, Michael
- Pylots (The)

## Q
- Quaye, Finley

## R
- Ranglin, Ernest
- Ranking Joe
- Ranking Trevor
- Raggadeath
- Raggasonic
- Rastafarians (The)
- Ras Attitude
- Ras Ites
- Ras Michael
- Ras Midas
- Raymond Naptali
- Rayvon
- Rebel, Tony
- Rebel Moves
- Red Rat
- Reedy, Winston
- Reggae Regular
- Regg'Lyss
- Revolutionaries (The)
- Rhythm & Sound
- Reid, Junior
- Reid, Winston
- Rihanna
- Richards, Roy
- Riley, Jimmy
- Riley, Winston
- Rocker-T
- Rodriguez, Rico
- Romeo, Max
- Rondo, Gene
- Root Awakening
- Roots Radics (The)
- Roots Syndicate (The)
- Rose, Michael
- Ross, Junior
- Rowe, Keith
- Royals (The)
- Rudies (The)
- Rude Girl (La Atrevida)
- Ruffa
- Ruffin, Bruce

## S
- Saï Saï
- Salento Posse
- Scientist
- Scotty
- Seeed
- Sean Paul
- Sensasciou
- Shabba Ranks
- Shaggy
- Shakamello
- Shark Wilson & The Basement Heaters
- Sherman, Bim
- Pluto Shervington
- Shinehead
- Shirley, Roy
- Shorty The President
- Silk, Garnett
- Silvertones (The)
- Sinbad
- Sinsemilia
- Sister Charmaine
- Sizzla
- Sly and Robbie
- Ernie Smith
- Smart, Leroy
- Smiley Culture
- Smith, Mikey
- Smith, Slim
- Smith, Wayne
- Snow
- Soldier Of Jah Army (SOJA)
- Sons of Negus (The)
- Sons of Selassie (The)
- Soul Brothers (The)
- Soul Syndicate
- Speedyman & Yasta
- Spence, Barrington
- Spiderman
- Spragga Benz
- Steel Pulse
- Steely & Clevie
- Stephens, Richi
- Sterling, Lester
- StillRiver
- Sud Sound System
- Super Cat
- Superman
- Swing-A-Ling Sound System
- Symarip

## T
- Taitt, Lynn
- Tapper Zukie
- Tami Chynn
- Tamlins (The)
- Rod Taylor
- Techniques (The)
- Tekila Boom Boom
- Tennors (The)
- Tenor Fly
- Tenor Saw
- Terror Fabulous
- Third World
- Thompson, Lincoln
- Thompson, Linval
- Thriller U
- Tippa Irie
- TOK
- Toots & the Maytals
- Tosh, Peter
- Tradition
- Trinity
- Tubby T
- Turbulence
- Twinkle Brothers (The)

## U
- UB40
- U Brown
- Upsetters (The)
- U-Roy

## V
- Vernon, Andy
- Viceroys (The)
- Velvet Shadows (The)
- Vybz Kartel
- Voicemail (reggae band)

## W
- Wailer, Bunny
- Wailing Souls (The)
- Walks, Dennis
- Ward 21
- Warrior King
- Washington, Delroy
- Welton Irie
- We The People Band
- Worl-A-Girl
- Williams, Willi
- Wilson, Delroy
- Word, Sound and Power
- Whitmore, Bryan

## Y
- Yabby You
- Yellowman
- YT

## Z
- Zap Pow
- Zephaniah, Benjamin
- Zero, Earl
- Zukie, Tapper